# SKY GATE TRAVELLIN'GROOVE!!
SKY GATE TRAVELLIN'GROOVE!!（スカイゲート・トラベリン・グルーヴ）はbayfmで毎週金曜日9:00～12:51まで放送されていた番組である。通称は「トラグル」。

## 番組概要

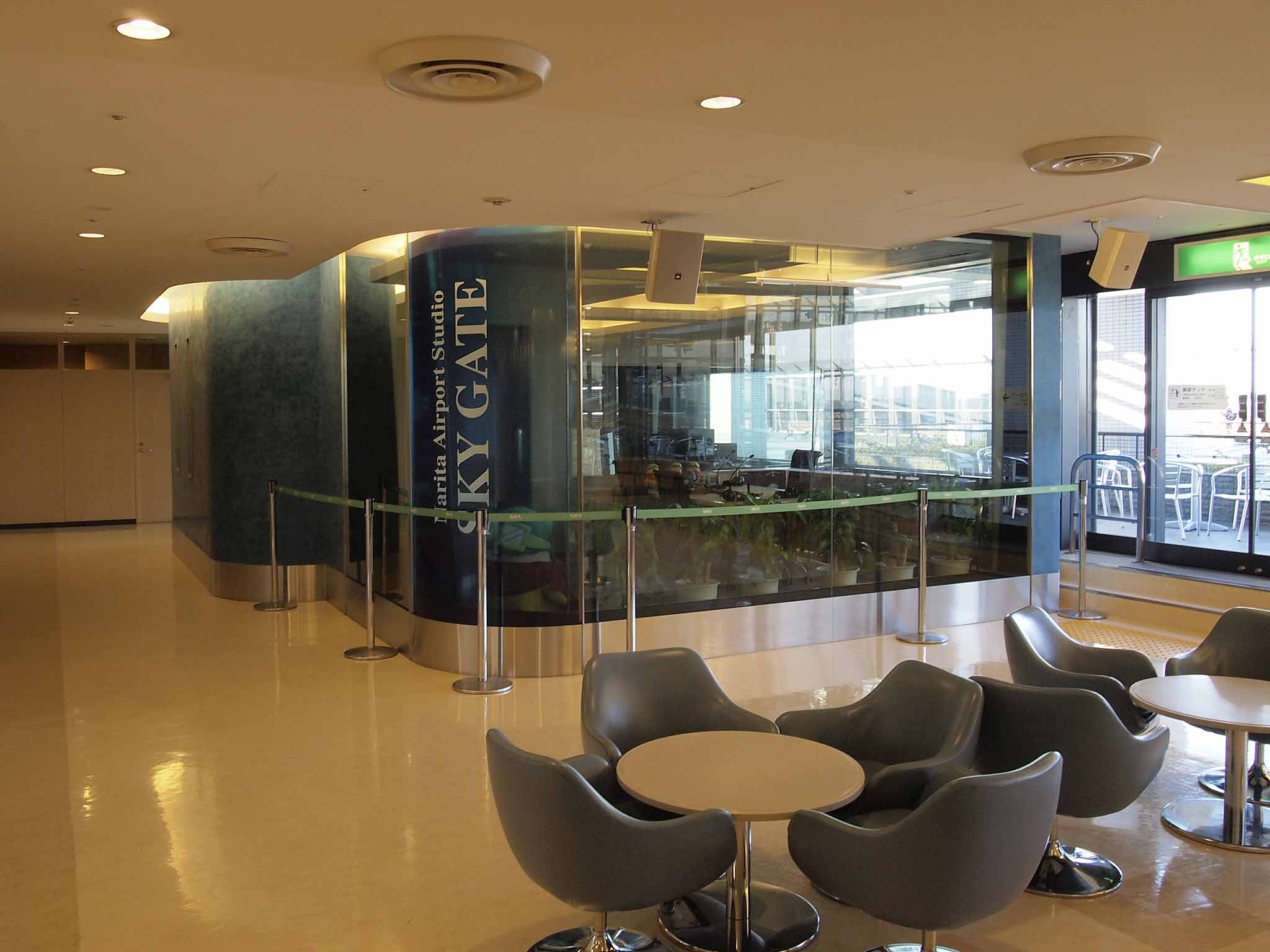
公開放送が行われていた成田空港STUDIO SKY GATE。左奥の木目の仕切りの向こうが出演者控室。

千葉県成田市にある成田国際空港第1ターミナル5階にあるオープンスタジオ「SKY GATE」から公開生放送。
曲を流している最中にBGMとして飛行機が飛び立つ音が流れるのが特徴である。
番組自体は2010年末まで放送された「FLY!DAY TRIPPER〜FROM SKY GATE〜 TRIP1」の引き継ぎである。 
メッセージテーマを「フライトパスワード」として展開している。
番組終了後は、希望する観覧者にサイン入り番組ステッカー（デザインは同一で、黒ベースと白ベースの2種類がある）をDJから手渡しでプレゼントしている（シャウラはInterFMの平日帯番組「Ready Steady George!!」に出演しており、2014年10月から2017年10月20日まで当番組終了後直ちに移動していたため、基本的に伊津野が単独で行っていた。仕事の都合で伊津野・シャウラとも帰る場合、番組スタッフが配布を担当する）。
動画、写真撮影、録音は基本的に自由だが、次番組『SKY GATE KISS & SMILE』のDJ・森口博子が来た時から禁止される。
2016年4月1日放送分より、番組のプチリニューアルを実施。これまで番組オープニングで発表されていた「フライトパスワード」が前回のエンディング時に出るようになり、BGMが全般的に更新された。
OPテーマはクルーウェラ「Enjoy the Ride」。EDテーマはGalantis「Firebird」。
2017年10月6日付けでもオープニングとエンディングの曲を全面刷新されていたが、最終回に限り、2016年4月~2017年9月までの放送形式で放送していた。
2019年2月22日の放送において、同年3月29日での番組終了が発表された。4月からの後継番組は安東弘樹と宮島咲良による情報エンタメ番組「MOTIVE!!（モーティヴ）」。スタジオSKY GATEの閉鎖に伴い、bayfm本社マリブスタジオで非公開の生放送となっている。
なお、使用していたスタジオスカイゲートは、2019年10月現在は放送機具を撤去されている。

## DJ
- 伊津野亮
  - 番組上では「黒豆」の愛称で呼ばれているが、2017年現在では殆ど使われない。シャウラの「白豆」も同様。
  - リスナーからは「亮さん」「兄貴」と呼ばれる事が多い。）
- シャウラ
  - 番組上では「白豆」の愛称で呼ばれている。
  - 近年、リスナーからは「（シャウラ）姫」と呼ばれる事が多い。）

## 代理DJ
伊津野の代理
- DJ TSUYOSHI（2018年3月16日）[5]

シャウラの代理
- 福田麻衣（2014年10月31日、2018年10月5日）
- 吉田三奈（2015年12月11日）
- ケイ・グラント（2016年7月15日）
- ラブリ（2017年10月27日）
- GOW（2018年9月21日）

## レポーター
- 福田麻衣 - 11時台「マイEdition」担当。
- DJ TSUYOSHI - 12時台「ナミノリジャパン」担当。

## タイムテーブル
- 9:00 番組オープニング
- 9:22 bayfmリスナー安全運転宣言

リスナーから届いた安全運転に関するメッセージを一通読む。
- 9:55 WEATHER NEWS

ウェザーニューズ提供。同社のキャスターと回線を結んで、その日の天気や暦に関する話をする。
- 10:25 成田空港の最新情報

成田空港の最新情報をシャウラが紹介する。2017年からはコーナー名は言わず、単に「成田空港の最新情報」とだけ言っている。当番組終了後は毎週木曜日のbayfm It!の中で「Narita Airport Information」と題して15時台に放送している。
- 10:48 RADIO PRO SHOPPER

ラジオショッピングのコーナー。ショッピングキャスターとしてリリアン原山・バーバラ田所・マリー稲葉のうち一人が登場。
- 11:00 福田麻衣のマイedition[6]

千葉県内のお店やイベント会場などから福田麻衣がレポートを届ける。
一時期12時台の放送だったが、2018年10月より再度11時台に戻った。
- 11:22 Jetstar presents HYPER TRAVEL

2016年11月4日放送回より開始。ジェットスター便で行く航空便の旅行情報を紹介。当番組の終了を受けてコーナーも終了したが、後継番組のMOTIVEでも、約5ヶ月のブランクはあるが、JetStarのスポンサーで「JetStyle」で放送している。
- 12:00 ランチタイム・ディスコ

ディスコ世代に送るノンストップミュージックコーナー。2017年9月の放送で終了したが、2018年10月の放送より復活した。当番組終了後は伊津野が担当しているThe BAY☆LINE木曜日18時台前半のノンストップミックスコーナーに引き継がれた形となっている。
- 12:20 ナミノリジャパン

2016年12月2日より開始。DJ TSUYOSHIによるサーフィン情報と週末の波情報を伝えるコーナー。東邦オート提供。後継番組のMOTIVEでも継続。
- 12:45頃 番組エンディング

次番組SKY GATE KISS & SMILEのDJ・森口博子とクロストークした後、お別れの挨拶をする。
この他、本社スタジオから情報アナウンサーが担当するニュース・天気予報・交通情報を挿入。Updatesも参照のこと。
- bayfm UPDATES - 11:16
 … 最新のニュース。
- bayfm WEATHER UPDATES - 11:39
… ベイエリアとその周辺の天気予報。
- bayfm TRAFFIC UPDATES - 9:20、9:40、10:40、11:40
 … 首都圏の高速道路と一般道路を日本道路交通情報センターから伝える（9:20のみ千葉センター、それ以外は首都高速センターと中継）。2014年3月以前は9時台から11時台まで毎時15分頃・45分頃で統一されていた。

## 備考
- 放送開始日直前まで、パーソナリティが秘密となっていた。ラ・テ欄でも「DJはまだ秘密」と書かれていた。
- 2016年3月25日放送分は、bayfm本社スタジオで非公開生放送を実施した。
- 2017年5月5日は、「ピーアーク presents bayfmフリマパラダイス」の特番放送（9:00 - 16:00）のため当番組は放送休止。（※但し、パーソナリティ2人の出番はbayfm本社スタジオから実施）
- 2018年1月6日放送分は、途中で緊急地震速報が流れた。